# Fernanda Trías
Pour les articles homonymes, voir Trias.
Fernanda Trías, de son nom complet María Fernanda Trias Patrón, née le 12 octobre 1976 à Montevideo dans le département du même nom en Uruguay, est une romancière, traductrice et professeure uruguayenne.

## Biographie
Fernanda Trías naît en 1976 à Montevideo dans le département du même nom. À l'âge de 20 ans, elle rencontre l'écrivain uruguayen Mario Levrero, avec qui elle se lie d'amitié et auprès duquel elle étudie la littérature et l'écriture créative. Elle participe à la création de la collection littéraire uruguayenne De los flexes terpines dirigé par Levrero et y publie la novella Cuaderno para solo un ojo en 2001. La même année, elle publie son premier roman, La azotea, qui raconte l'histoire de Clara, une jeune femme et mère qui s'occupe de son vieux père malade, enfermé dans sa chambre avec un canari et le souvenir de sa défunte épouse,,.
Lauréate de la bourse Unesco-Aschberg en 2004, elle quitte son pays natal pour la France en 2005, avant de vivre à Berlin en Allemagne. En 2010, elle s'installe en Argentine, à Buenos Aires, où elle travaille comme traductrice, lectrice et correctrice pour plusieurs maisons d'édition. En 2012, elle part aux États-Unis, où elle obtient une maîtrise en écriture créative de l'université de New York. Elle s'installe ensuite en Colombie,,,.
En 2014, elle publie La Ville invincible (La ciudad invencible), un roman s'inspirant en partie de son histoire personnelle qui raconte le quotidien d'une jeune femme nouvellement arrivée à Buenos Aires qui se cherche en découvrant la ville et en fuyant un ancien amour,,,. Ce titre est publié en France par l'éditeur marseillais Héliotropismes en 2020.
En 2016, elle publie le recueil de nouvelles No soñarás flores, qui, au travers de huit histoires, évoque des relations humaines malmenés par la peur, l'abandon, la maladie, la mort ou l'amour,. La dernière nouvelle de ce recueil, qui donne son titre au livre, est traduite en français dans le recueil bilingue Histoires d'Uruguay / Historias del Uruguay de l'éditeur L'Atinoir en 2018.
En 2018, elle est invitée en résidence à la Casa de Velázquez de Madrid, pour travailler sur son prochain roman, Mugre rosa, qui est finalement publié en 2020. Ce roman de science-fiction montre un monde post-apocalyptique ravagé par une maladie mortelle et mystérieuse, qu'une femme enfermée avec un enfant tente de comprendre pour y vivre. Ce titre, qui évoque avant l'heure la pandémie mondiale due au Covid-19,,,,,, remporte le prix Sor Juana Inés de la Cruz,, et le prix Bartolomé Hidalgo (es) en 2021,.
En 2022, elle travaille comme professeure d'écriture créative à l'université des Andes de Bogota.

## Œuvre

### Romans et recueils de nouvelles
- (es) Cuaderno para un solo ojo, 2001
- (es) La azotea, 2001
- (es) El regreso, 2012
- La Ville invincible, Héliotropismes, coll. « Lire-péril », 2020 ((es) La ciudad invencible, 2014), trad. Nathalie Serny, 134 p.  (ISBN 979-10-97210-05-2)
- (es) No soñarás flores, 2016
- Crasse rose, Actes Sud, coll. « Exofictions », 2023 ((es) Mugre rosa, 2020), trad. Nathalie Serny, 272 p.  (ISBN 978-2-330-17767-6)

## Prix et distinctions notables
- Semi-finaliste du prix de la nouvelle hispano-américaine Gabriel García Márquez (es) en 2017 avec le recueil de nouvelles No soñarás flores[26].
- Prix Sor Juana Inés de la Cruz en 2021 avec le roman Mugre rosa[27].
- Prix Bartolomé Hidalgo (es) en 2021 avec le roman Mugre rosa[28].